# Marianne Steinbrecher
Marianne Steinbrecher (São Paulo, 23 de agosto de 1983), mais conhecida como Mari, é uma jogadora de vôlei brasileira. Atua como ponta e oposto. Atualmente, joga pelo Fluminense.

## Biografia
Nascida em 23 de agosto de 1983, Mari é descendente de russos e alemães. Apesar de ter nascido em São Paulo, cresceu na cidade de Rolândia no Paraná. Por crescer demais na adolescência, Mari começou a ficar encurvada e recebeu a orientação médica de que deveria praticar algum esporte para corrigir a postura. Teve oportunidades no futebol e basquete, mas eventualmente optou pelo vôlei, que tinha a única equipe feminina da cidade, e também era o esporte favorito de sua mãe, dona Gisela. Como seu treinador viu potencial em Mari, pediu empenho à atleta. Mudou-se para Londrina para atuar no Grêmio Londrinense. Lá ela jogava como meio-de-rede, muito por causa de sua altura. Sua dedicação ao esporte trouxe uma oportunidade em São Paulo, em um time de ponta, o então BCN/Osasco.
No novo time, ainda nas categorias de base, atuou como atacante de extremidade, mais especificamente como oposta. Sua primeira oportunidade de titular no time profissional de Osasco foi no Campeonato Paulista de vôlei de 2003, quando as então principais jogadoras estavam com a seleção brasileira. Mari se destacou tanto que acabou ganhando uma vaga no time titular, jogando como oposta, na Superliga 2003/2004. Acabou o campeonato sendo eleita maior pontuadora, melhor atacante e jogadora revelação daquela temporada. Sua bela atuação pelo clube rendeu-lhe uma convocação para seleção brasileira adulta. Mari jogou ao lado de grandes jogadoras, como Fernanda Venturini, Virna Dias e Érika Coimbra, porém, mesmo sendo a menos experiente do grupo, foi o grande destaque brasileiro na conquista do Grand Prix de 2004 e nos Jogos Olímpicos de Atenas (a entrada de Mari na seleção acabou tirando a experiente jogadora Leila Barros da Olimpíada daquele ano, já que as duas atuavam na mesma posição). Se destacou na campanha da seleção, e na semifinal contra a Rússia, marcou 37 pontos, se tornando a jogadora que mais pontuou em uma partida de uma Olimpíada. A partida, no entanto, foi vencida pela seleção russa, com Mari perdendo quatro match points. Na subsequente disputa do bronze com Cuba Mari estava visivelmente abalada, sendo substituída já no primeiro set, assistindo do banco a derrota brasileira.
No ano de 2005,  Mari foi submetida a uma cirurgia em um ombro no qual tinha dores crônicas, tomando tantos remédios que chegou a batizar sua cachorra com o nome de um, Bextra. Isso a forçou a mudar de posição em quadra, de oposta para ponta. Ainda assim se mantinha em meio à renovação da seleção brasileira, que agregou jogadoras mais jovens como Fabiana Claudino, Paula Pequeno, Jaqueline Carvalho, e Sheilla Castro, contribuindo, até onde pôde, para a conquista dos seis campeonatos disputados durante o ano. Em 2006, já recuperada, Mari mais uma vez foi convocada para seleção, contribuindo entre as conquistas mais importantes para o hexa campeonato do Grand Prix e para a medalha de prata no Campeonato Mundial de 2006. Jogou no clube italiano Scavollini Pesaro, ao lado da também brasileira Sheilla Castro, no qual era treinada pelo técnico da seleção feminina brasileira, José Roberto Guimarães.
Convocada para a Seleção Brasileira de Vôlei para a Olimpíada de Pequim 2008, sagrou-se campeã vencendo o time dos Estados Unidos na grande final por 3 sets a 1, levando sua primeira medalha de ouro. Ainda chateada pelas críticas de 4 anos antes, nos Jogos Olímpicos de Atenas na Grécia, Mari comemorou fazendo um gesto de "cala a boca" aos críticos devido a sua grande atuação e declarou: "Agora, vão ter que nos aplaudir. E de pé". Por esse gesto, a jogadora chegou a receber alguns comentários repreensivos, mas ela declarou, posteriormente, não se arrepender do que fez. Pelo contrário, ela acha que o gesto "doeu em quem tinha que doer"..
Retornou ao vôlei brasileiro para defender o time do São Caetano/Blausiegel, onde jogou durante as temporadas de 2008/2009 e 2009/2010. Além de Mari, o São Caetano contava com as também campeãs Olímpicas Sheilla e Fofão (as três eram conhecidas como o "trio de ouro" do São Caetano). No entanto, teve que deixar o time do ABC paulista, em 2010, depois de anunciado o fim do patrocínio da empresa de medicamentos, Blausiegel, que bancava o trio olímpico, sem ter conquistado nenhum título expressivo, atingindo apenas o 3º lugar da Superliga de vôlei em ambas as temporadas. Foi então contratada pelo time carioca Unilever, comandado pelo técnico super campeão Bernardinho, para a temporada 2010/2011.
Depois das Olimpíadas de Pequim, no ano de 2009, Mari foi novamente convocada pela seleção brasileira, ganhando quase todos os campeonatos que disputou naquele ano, incluindo o Grand Prix 2009 e o campeonato continental classificatório para o Mundial do Japão de 2010, restando apenas a Copa dos Campeões, vencida pela Itália. No ano seguinte, foi reconvocada, porém, na fase final do Grand Prix de 2010 (em Ningbo, na China). Mari, quando desceu do bloqueio triplo, durante a partida contra a seleção da Polônia, sofreu uma entorse no joelho direito, ficando de fora do resto da competição. A jogadora ainda manteve esperanças até o fim de que a entorse não teria causado uma lesão mais grave. No entanto, de volta ao Brasil, ela passou por uma artroscopia que apontou o rompimento total do ligamento cruzado do joelho direito, o qual foi reconstituído durante este mesmo procedimento. Com isso, Mari teve que adiar novamente o sonho de ser campeã Mundial, pois foi obrigada a ficar parada por 6 meses em recuperação, com previsão de volta para o segundo turno da Superliga nacional de vôlei.
A seleção brasileira conquistou o 2º lugar no campeonato Mundial de 2010, e durante a cerimônia de premiação, Mari foi homenageada pelas suas companheiras, assim como a também cortada por lesão Paula Pequeno. Sheilla segurou a camisa com o nome e número de Mari no pódio, enquanto Adenízia segurou a de Paula, para representar que as duas também faziam parte do grupo.
Depois de quase 6 meses de fisioterapia, em fevereiro de 2011, foi anunciada a volta de Mari às quadras para o jogo do Unilever contra o Usiminas/Minas, pela 4ª rodada do returno da Superliga feminina, que ocorreria no dia 17 de fevereiro de 2011. Apesar de que Mari foi relacionada para o jogo, e a expectativa da torcida era grande para vê-la, finalmente, entrando para jogar. A número 7 do time carioca teve que aguardar mais um pouco, pois Mari assistiu a toda a partida do banco de reservas, sem entrar nenhuma vez. Dois dias depois, no entanto, no jogo contra o BMG Mackenzie, válido pela 5º rodada, sem que ninguém esperasse, o técnico Bernardinho resolveu colocar Mari entre as 7 titulares, e deixou a ponteira em quadra durante os três sets da vitória do Unilever por 3x0, na qual Mari fez 8 pontos. Nas rodadas seguintes, Bernardinho também manteve Mari entre as titulares do time, com o intuito de que a jogadora ganhasse ritmo de jogo antes dos play-offs da Superliga, que começaram em março.
Mostrando uma ótima recuperação, e tendo atuações surpreendentes para quem passou quase 6 meses sem jogar, Mari jogou toda a fase final da Superliga 2010/2011, ganhando inclusive, o prêmio de melhor jogadora de uma das duas partidas das quartas de final, bem como de uma das semifinais, levando o Unilever à grande final, na qual enfrentou a equipe do Sollys/Osasco. Com outra bela atuação de Mari, o time carioca saiu vencedor do confronto e a jogadora voltou a ser campeã da Superliga, tornando-se tetracampeã. (temporadas 2002/2003, 2003/2004, 2004/2005 e 2010/2011).
Depois de ter conquistado o título pela equipe carioca, Mari renovou o contrato com o Unilever para a temporada 2011/2012. Porém, desta vez, a atleta apresentou atuações oscilantes, com bons e maus momentos, e a equipe do Unilever acabou ficando em segundo lugar, perdendo a final para o rival Solly/Osasco.
Na seleção, a ponteira apresentou a mesma falta de regularidade da Superliga. A junção da má fase técnica e o período de recuperação de uma cirurgia no ombro culminou na inconsistência de Mari para atuar na ponta, onde deveria realizar a recepção de saque e ainda atacar. Dada sua importância para a seleção, foi reaproveitada na posição de oposto, onde a única preocupação seria atacar. Mesmo com a mudança, uma tendinite no ombro e resultantes dores na lombar e joelho atrapalharam seu desempenho, e Mari acabou cortada da seleção às vésperas dos Jogos Olímpicos de Londres, onde a seleção sagrou-se bicampeã.
Jogou a temporada 2012-13 pelo Fenerbahce da Turquia até torcer o joelho, necessitando de uma cirurgia. Voltou ao Brasil para operar e se recuperar, eventualmente assinando com o Praia Clube de Uberlândia, expressando interesse em jogar fora do eixo Rio-São Paulo.
Na temporada 2014/2015, Mari jogou pela equipe do Osasco, onde já havia atuado anteriormente por sete anos. Na temporada 2015/16 foi para a Indonésia jogar no Jakarta Pertamina Energi. Em 2016, acertou seu retorno ao Brasil para jogar no Vôlei Bauru na temporada 2016/17.

## Características
Mari sempre foi uma jogadora de característica ofensiva. Joga como ponta-passadora (o mesmo que ponta ou ponteira), atacante que atua pela entrada-de-rede e é uma das responsáveis pela recepção de saque da equipe (junto com a outra ponta e a líbero), mas fez atuações majestosas na saída-de-rede, atuando como oposta. E, nessa posição, fez suas melhores partidas, tanto na seleção brasileira, quanto no seu antigo clube, Finasa/Osasco. Também é uma bloqueadora excelente, além de ter um saque viagem muito eficiente (contudo, atualmente a jogadora vem optando por um saque mais balanceado). Na temporada de 2006, Mari foi deslocada para posição de ponta na seleção, e a partir daí, começou um intenso treinamento de fundamentos defensivos como recepção e defesa. No clube onde joga, Mari foi contratada como ponteira. Mas, na seleção, a atleta também poderá ser usada na função de oposta, visto que no grupo brasileiro existem jogadoras que podem exercer ambas as funções. Mesmo sendo reconhecidamente uma jogadora de características ofensivas, Mari liderou as estatísticas de recepção da Olimpíada de Pequim durante boa parte do campeonato, terminando em 6º, a melhor posição de uma brasileira. Chegou a declarar que, por não ser uma ponteira nata, tem que treinar constantemente o fundamento recepção para garantir um bom desempenho.
Quando despontou para a fama e o reconhecimento profissional, Mari foi apontada como a maior revelação do vôlei nacional depois de Ana Moser (principalmente após a bela passagem pela seleção adulta). Porém, a atleta atuava como oposto, diferentemente de Ana, que jogava na ponta. Muitos crêem, agora que Mari está jogando na entrada-de-rede, que a mais nova ponteira tenha condições de alcançar o posto de sucessora da eterna nº 2 da seleção brasileira, obtendo a titularidade no time e destaque internacional.

## Vida pessoal
Mari se casou em 2020 com a modelo e corretora de imóveis Ellen Szulc, se divorciando em 2023. Antes teve relacionamento com a estudante de educação física, modelo, manequim, atriz, cantora, professora de Yoga, Barman e DJ Sintia Valéria. Em 2024, namorava a nutricionista Stella Chinelli.

## Clubes
| Clube                         | País      | De   | Até  |
| Fluminense FC                 | Brasil    | 2020 |      |
| Volêi Bauru                   | Brasil    | 2016 | 2017 |
| Neruda Volley                 | Itália    | 2015 | 2016 |
| Jakarta Pertamina Energi      | Indonésia | 2015 | 2016 |
| Molico/Osasco                 | Brasil    | 2014 | 2015 |
| Banana Boat/Praia Clube       | Brasil    | 2013 | 2014 |
| Fenerbahçe SK                 | Turquia   | 2012 | 2013 |
| Unilever Vôlei/Rio de Janeiro | Brasil    | 2010 | 2012 |
| São Caetano E.C./Blausiegel   | Brasil    | 2008 | 2010 |
| Pesaro                        | Itália    | 2006 | 2008 |
| Finasa/Osasco                 | Brasil    | 2003 | 2006 |
| BCN/Osasco                    | Brasil    | 2000 | 2003 |
| Grêmio Londrina               | Brasil    | 1999 | 2000 |
| Rolândia Faccar               | Brasil    | 1998 | 1999 |

## Principais conquistas

### Seleção Brasileira
- Jogos Pan-Americanos, Medalha de Ouro (2011)
- Sul-americano de Vôlei Feminino (2009 e 2011), Medalha de ouro
- Copa dos Campeões de 2009, Medalha de prata
- Torneio de Voleibol Final Four - Fortaleza, Medalha de Ouro (2008)
- Jogos Olímpicos de Pequim 2008, Medalha de Ouro (2008)
- Jogos Pan-Americanos, Medalha de Prata (2007)
- Campeonato Mundial de Vôlei, Medalha de prata (2006)
- Copa Pan Americana, Medalha de ouro (2006 e 2009)
- Grand Prix de Voleibol, Medalha de ouro (2004, 2006, 2008 e 2009)
- Montreux Volley Masters, Medalha de ouro (2005, 2006 e 2009)
- Torneio de Courmayeur, Medalha de ouro (2004, 2005 e 2006)
- Quarto lugar nas Olimpíadas (2004 - Atenas)

### Clubes
Unilever Vôlei/Rio de Janeiro:
- Campeã da Superliga (2010/2011)
- Vice campeã da Superliga (2011/2012)
- Bi-campeã Carioca (2011 e 2012)

São Caetano/Blausiegel
- 3º lugar da Superliga (2009/2010)
- Campeã dos Jogos Abertos do Interior (2009)
- 3° lugar da Superliga (2008/2009)
- Vice campeã da Copa Brasil de Vôlei (2008)

BCN/Finasa/Osasco:
- Pentacampeã Paulista (2002, 2003, 2004, 2005 e 2014)
- Tricampeã da Superliga (02/03, 03/04, 04/05)
- Bicampeã da Salonpas Cup (2002 e 2005)
- Bicampeã do Torneio da Basileia (2004 e 2014)

Scavolini Pesaro:
- Campeã da Copa CEV (2008)
- Campeã da Liga Italiana Feminina de Vôlei (07/08)
- Quarto Lugar na Liga Italiana Feminina de Vôlei (06/07)
- Campeã da Supercopa da Itália (2006)

Pinheiros/Blausiegel:
- Campeã da Copa São Paulo (2006)

## Premiações

### Pela Seleção Brasileira
- Melhor atacante e MVP - Copa Pan Americana (2006)
- MVP - Grand Prix de Vôlei (2008)[16]
- Melhor atacante - Sul Americano de Vôlei (2011)

### Por clubes
Finasa/Osasco:
- Melhor atacante, maior pontuadora e revelação - Superliga (03/04)
- Melhor saque - Superliga (04/05)
- Melhor saque - Torneio da Basiléia (2004)